# Oswego, Kansas
Oswego là một thành phố thuộc quận Labette, tiểu bang Kansas, Hoa Kỳ. Năm 2010, dân số của xã này là 1829 người.

## Dân số
Dân số các năm:
- Năm 2000: 2046 người
- Năm 2010: 1829 người